# نيلسون فيفاس
نيلسون فيفاس (بالإسبانية: Nelson Vivas)‏ (مواليد 18 أكتوبر 1969) هو لاعب كرة قدم. يلعب مع منتخب الأرجنتين لكرة القدم. سبق له أن لعب في كأس العالم لكرة القدم مع منتخب بلاده.

## روابط خارجية
- نيلسون فيفاس على موقع الاتحاد الدولي (مؤرشف)  (الإنجليزية)
- نيلسون فيفاس على موقع إي إس بي إن إف سي (الإنجليزية)
- نيلسون فيفاس على موقع قاعدة بيانات كرة القدم.إي يو (الإنجليزية)
- نيلسون فيفاس على موقع ناشيونال فوتبول تيمز (الإنجليزية)
- نيلسون فيفاس على موقع عالم كرة القدم.نت (الإنجليزية)